# 竹田涉瑚
竹田涉瑚（日语：／ Takeda Shōgo，1995年1月1日—），日本男子游泳运动员，主攻中长距离自由泳，2018年亚洲运动会男子800米自由泳银牌得主、2022年亚洲运动会男子1500米自由泳铜牌得主。